# Haworthia cymbiformis
Haworthia cymbiformis ist eine Pflanzenart der Gattung Haworthia in der Unterfamilie der Affodillgewächse (Asphodeloideae).

## Beschreibung
Haworthia cymbiformis wächst in der Regel stammlos und sprosst. Die breit eiförmigen bis lanzettlichen, flachen bis konkaven Laubblätter bilden eine Rosette mit einem Durchmesser von bis zu 13 Zentimeter. Die gewöhnlich opake, grüne und gelblich werdende oder in der Sonne rosafarben überhauchte Blattspreite ist für gewöhnlich ein Drittel so dick wie breit.
Der lockere Blütenstand erreicht eine Länge von bis zu 25 Zentimeter und besteht aus 10 bis 15 weißen Blüten.

## Systematik und Verbreitung
Haworthia cymbiformis ist in der südafrikanischen Provinz Ostkap verbreitet.
Die Erstbeschreibung als Aloe cymbiformis durch Adrian Hardy Haworth wurde 1804 veröffentlicht. Henri-Auguste Duval stellte die Art 1809 in die Gattung Haworthia.
Es existieren zahlreiche Synonyme.
Es werden folgende Varietäten unterschieden:
- Haworthia cymbiformis var. cymbiformis
- Haworthia cymbiformis var. incurvula (Poelln.) M.B.Bayer
- Haworthia cymbiformis var. obtusa (Haw.) Baker
- Haworthia cymbiformis var. ramosa (G.G.Sm.) M.B.Bayer
- Haworthia cymbiformis var. reddii (C.L.Scott) M.B.Bayer
- Haworthia cymbiformis var. setulifera (Poelln.) M.B.Bayer
- Haworthia cymbiformis var. transiens (Poelln.) M.B.Bayer

## Nachweise